# Cờ gánh
Cờ gánh là một trò chơi chiến thuật trên bàn, dành cho hai người, có xuất xứ từ tỉnh Đà Nẵng, Việt Nam.

## Cách chơi

### Cơ bản
Trong trò chơi này, mỗi người chơi có trong tay, tại xuất phát điểm, 8 quân cờ. Quân cờ của người chơi này có đặc điểm nhận dạng khác với quân cờ của người chơi kia. Tất cả các quân cờ của một người chơi là giống nhau và có cách di chuyển trên bàn cờ và tuân theo luật chơi giống nhau.
Bàn cờ là một bề mặt phẳng có 25 điểm nằm tại giao điểm của một lưới vuông 4 nhân 4 như trên hình vẽ bên phải. Các đường kẻ nằm ngang, thẳng đứng hoặc đường chéo, được vẽ trên bàn cờ như hình vẽ bên phải, thể hiện các đường di chuyển được phép của các quân cờ. Tại xuất phát điểm, các quân cờ của hai người chơi được bố trí ở các điểm nằm rìa ngoài của bàn cờ như trên hình vẽ bên phải.
Khi chơi, lần lượt mỗi người được di chuyển bất kỳ một quân cờ nào của mình đến một giao điểm lân cận của lưới vuông, theo đường nằm ngang, đường thẳng đứng hoặc đường chéo thể hiện ở trên bàn cờ, mà chưa có quân cờ nào ở đó.
Nếu một người chơi đi quân cờ của mình đến vị trí vào giữa của hai quân cờ đối phương (lúc này hai quân đối phương ở hai bên, 3 quân này liên tiếp tạo thành một đường thẳng), thì hai quân cờ lân cận này của đối phương bị coi là bị "gánh" và bị đổi màu (hoặc đổi đặc điểm nhận dạng) để trở thành quân cờ của người chơi đó. Người chơi chỉ gánh được khi mà người đó chủ động, tự mình di chuyển quân cờ của mình vào giữa hai quân đối phương có lỗ trống, chứ không thể gánh trong lúc đối phương đi quân.
Nếu quân cờ của người chơi nằm xung quanh một quân cờ của đối phương, khiến cho nó không thể di chuyển, thì quân cờ này của đối phương bị coi là bị "vây" (tức là xung quanh quân cờ đó không còn chỗ trống) và bị đổi màu để trở thành quân cờ của người chơi.
Trò chơi kết thúc khi một người chơi không còn quân cờ nào. Người thắng cuộc khi đó có 16 quân cờ.
Thực tế, để đổi màu (hoặc đổi đặc điểm nhận dạng) quân cờ trên bàn cờ, có thể chọn các quân cờ có hai mặt có hai màu (hoặc đặc điểm nhận dạng) khác nhau. Việc đổi màu (hoặc đặc điểm nhận dạng) khi đó chỉ cần thực hiện bằng cách lật mặt quân cờ. Có nhiều người chơi sử dụng vỏ sò để làm các quân cờ .

### Mở rộng
Trong nước đi để "gánh" quân của đối phương, có thể cùng một lúc gánh được 4 quân hoặc 6 quân đối phương. Nước đi này còn được gọi là "chầu" 4 hay "chầu" 6.
Trong một số trường hợp, người chơi có thể chủ động tạo ra thế cờ cho quân đối phương đi vào giữa để "gánh" quân mình. Mục tiêu có thể là sau đó người chơi sẽ gánh lại quân đối phương chầu 4 hoặc chầu 6, hoặc tạo đường đi cho các nước cờ xa hơn. Nước đi như vậy được gọi là nước "mở".
Khi người chơi chủ động tạo thế "mở" cho đối phương gánh, thì đến lượt đối phương, đối phương bắt buộc "phải gánh". Đó là chiến thuật của người chơi.